# Усадьба Вали-бая
Усадьба Валиуллы Гизетуллина (Вали-бая) — комплекс исторических зданий в Казани, в Старо-Татарской слободе, на углу улиц Шигабутдина Марджани и Зайни Султана, дом 16/1. Построен в XIX веке. Объект культурного наследия местного значения.

## История
Усадьба — одна из древнейших в Старо-Татарской слободе. Главный дом построен в 1823 году по проекту архитектора А. К. Шмидта для мещанина Ядыгара Ишимова. С 1870-х гг. усадьба перешла к купцу Валиулле Гизетуллину, известному как Вали-бай. Он в 1890-х годах перестраивал дом

## Архитектура
Комплекс усадьбы включает деревянный главный дом с мезонином на кирпичном нижнем этаже, двухэтажный (первоначально одноэтажный) флигель, конюшня, склад. Главный дом оформлен в сочетании классицизма с татарским традиционным зодчеством. Он расположен на самом углу улиц. Нижний кирпичный этаж не оштукатурен, имел хозяйственную функцию. Главный фасад выходит на улицу Марджани, к озеру Кабан. Мезонин в три окна ориентирован на главный фасад. В центральной части фасада также три окна, в боковых — по два. Части разделены имитацией пилястр из горизонтальных рядов обшивочных досок. Боковой фасад по улице Султана разделён аналогичной пилястрой на две части по два окна, также пилястрами оформлены углы дома. Флигель примыкает к дому со стороны улицы Султана. Его фасад членится спаренными лопатками, окна первого этажа снабжены замковыми камнями. Со двора он имел деревянную галерею на уровне второго этажа. От здания конюшни и сеносушилки сохранились лишь фрагменты. Двухэтажный кирпичный склад с арочными воротами, снабжёнными железными ставнями, находился в глубине участка. Частично сохранились деревянные галереи в уровне второго этажа.